# Saum
Saum (arabsky صوم‎; „půst“), též sawm, je arabské slovo označující půst. V terminologii islámského práva saum znamená zdržení se jídla, pití, kouření a pohlavního styku od rozbřesku do soumraku. Dodržování tohoto postu během ramadánu patří k pěti pilířům islámu, saum však muslimové vykonávají i mimo tento měsíc. V ramadánu je však půst povinen dodržovat každý muslim, který je toho schopen. To znamená, že je duševně a fyzicky zdravý a také duševně i fyzicky dospělý. Obvyklá věková hranice je 14 let, přičemž mladší děti jsou na půst postupně zvykány a přizpůsobují se podle svých schopností. Půst by neměl způsobit žádné zdravotní potíže.
Proto existují z povinnosti postu výjimky. Ty platí především pro:
- Děti (bez povinnosti náhrady)
- Duševně nemocné, nesvéprávné (bez povinnosti náhrady)
- Staré a slabé osoby (za každý den, kdy nejsou schopni dodržet půst, musí náhradou poskytnout jedno jídlo chudému člověku)
- Nemocné osoby (mohou půst odložit, po uzdravení jej však musí v úplnosti dodržet)
- Lidé, cestující na delší vzdálenosti (mohou půst přerušit a dokončit později)
- Těhotné a kojící ženy (mohou půst odložit nebo přerušit a dokončit později)
- Ženy během menstruace a šestinedělí (nemohou se postit, ani když chtějí – musí půst přerušit a později nahradit)

Příkaz postu pro muslimy je zakotven přímo v koránu, kde se praví: „Vy, kteří věříte, předepsán vám jest půst, tak jako byl již předepsán těm, kdož před vámi byli – snad budete bohabojní!“